# جورج هانسون
جورج هانسون (بالإنجليزية: George Hanson)‏ هو مدرب كرة سلة أمريكي، ولد في 12 أبريل 1935، وتوفي في 22 سبتمبر 2016.